# 硬貨計算機
硬貨計算機（こうかけいさんき）は、硬貨を計数する機械のことである。
硬貨計数機と呼ぶ場合もある（メーカーにより呼称が異なる）。
また、コインカウンターや硬貨釣銭機ともいう。

## 概要
多くの製品は電動で計数していくものであるが、簡易型の製品にはハンドルを手で回すことで計数していく手動式のものもある。
複数種類の硬貨が混ざっているものを種類別にカウントしながら分別も同時に行う機械の場合、硬貨選別機（コインソーター）とも呼ぶ。
選別機能を持つものには、硬貨の種類ごとに袋詰めすることが可能なものもある。

なお、機械的なものではなく、単に硬貨の収納のために種類ごとに枚数表示の目盛が付いた半円状の筒を横一列に連ねたものもコインカウンターと呼ばれることがある。

## 導入事例
現金を多く扱う事業所で用いられる。鉄道などの駅、郵便局、銀行、大規模小売店、コンビニエンスストア、ガソリンスタンドなどである。

## メーカー
- グローリー
- ローレルバンクマシン
- 沖電気工業
- 富士電機
- 東芝テック
- 日本電気
- ムサシ
- ビルコン